# Palau de Santa Cruz
El Palau de Santa Cruz, situat a la ciutat de Madrid, és avui dia la seu del Ministeri d'Afers Exteriors i Cooperació d'Espanya. Anteriorment tingué la funció de presó i de palau. Està declarat Bé d'Interès Cultural des de 1996.

## Història
El rei Felip IV d'Espanya ordenà l'any 1629 la construcció d'un nou edifici per acollir les dependències de la Sala d'Alcaldes de Casa i Cort i de la Presó de la Cort, essent obra de l'aparellador Alonso Carbonel entre 1629 i 1636, junt amb altres arquitectes madrilenys. L'edifici fou concebut de planta rectangular, mantenint dos patis simètrics que organitzen l'espai permetent la ventilació i l'entrada de llum natural. L'any 1767 finalitzà la seva funció de presó per passar a ser un palau, si bé encara es conserva l'expressió madrilenya dormir sota l'àngel com a sinònim d'anar a la presó, en al·lusió a l'estàtua d'un àngel que hi ha a la façana de l'edifici, rememorant els seus dies amb aquesta funció. Un incendi l'any 1791 el destruí completament, tan sols la façana va salvar-se'n.
El 1953, durant la dictadura franquista s'hi va firmar el Pacte de Madrid, una sèrie de convenis, principalment de col·laboració militar entre Espanya i els Estats Units d'Amèrica, el que va fer sortir el règim feixista del seu aïllament econòmic i polític a nivell internacional.